# Data之兄
Data之兄（英文：Datalore）是美国科幻电视剧星际旅行：下一代的第一季第十三集。在这一集中，联邦星舰进取号接到最新任务，星际联邦要求企业号前往偏远的“Omicron Theta”星系，这也是Data的家乡，虽然这是公事，但让-吕克·皮卡尔舰长还是希望能抽出几个小时参观一下这颗星球。在外勤队下降到这颗星球后，发现这颗星球虽是M级星球，但却没有任何生命存在。随后大副威廉·赖克找到了殖民地科学实验室，并在这里发现了和Data一模一样的生化人。外勤队将这个生化人带回了企业号，并研究了一下Data的身体构造，组装好了这个生化人。这个和Data一模一样的生化人声称自己名叫Lore，也是出自宋博士之手，但比Data要晚，而且比Data更具有人性。但随后Data发现Lore拥有的人性是欲望和野心。Lore利用开关键将Data击晕，并模仿成了Data，要将企业号引向一个食生命的水晶中。但卫斯理·柯洛夏发现了Lore的阴谋，并唤醒了Data，最后与Data一同将Lore传送到外太空中。Lore。